# Jean-Jacques Vlody
Jean-Jacques Vlody, né le 19 août 1967 à Saint-Benoît, est un homme politique français. Il est originaire de l'île de La Réunion. 

## Situation personnelle
Son père, originaire de Saint-Benoît, était employé d'usine et sa mère, originaire de Bois Court, était femme au foyer. Jean-Jacques Vlody a suivi toutes ses études à La Réunion, jusqu'à une maîtrise de géographie. Professeur certifié d'histoire-géographie, il a enseigné au Tampon jusqu'à sa victoire en 2012, date depuis laquelle il est en détachement.

## Parcours politique
Jean-Jacques Vlody est élu conseiller général de La Réunion aux élections cantonales de 2004 dans le canton du Tampon-4.
Le 10 juin 2007, il est battu au premier tour des élections législatives dans la 3e circonscription de La Réunion.
En 2010, il est élu conseiller régional de La Réunion aux élections régionales de 2010.
En 2011, il est réélu conseiller général du canton du Tampon-4 aux élections cantonales de 2011.
Le 17 juin 2012, il est élu député dans la troisième circonscription de La Réunion au second tour des élections législatives de 2012. Il fonde avec d'autres élus socialistes de La Réunion, dont Patrick Lebreton, le Mouvement Le Progrès, avant de le quitter lors des élections régionales de 2015.
En juin 2016, il est condamné à 18 mois d’inéligibilité, 6 mois de prison avec sursis et 30 000 euros d’amende, dans le cadre d'une affaire de discrimination à l'embauche. Le 9 mars 2017, la Cour d’appel a finalement relaxé Jean-Jacques Vlody. 
Il est membre du comité politique de la campagne de Vincent Peillon pour la primaire citoyenne de 2017. Largement battu aux élections législatives, il est éliminé dès le premier tour.
Il ne parvient pas à se faire réélire député lors des élections législatives de 2022, ne recueillant que 6,1 % des suffrages au premier tour dans la troisième circonscription de La Réunion.